# Tragestarre

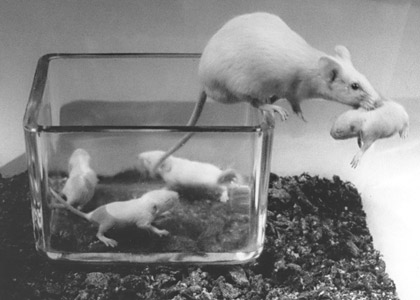
Junge Hausmaus in Tragestarre

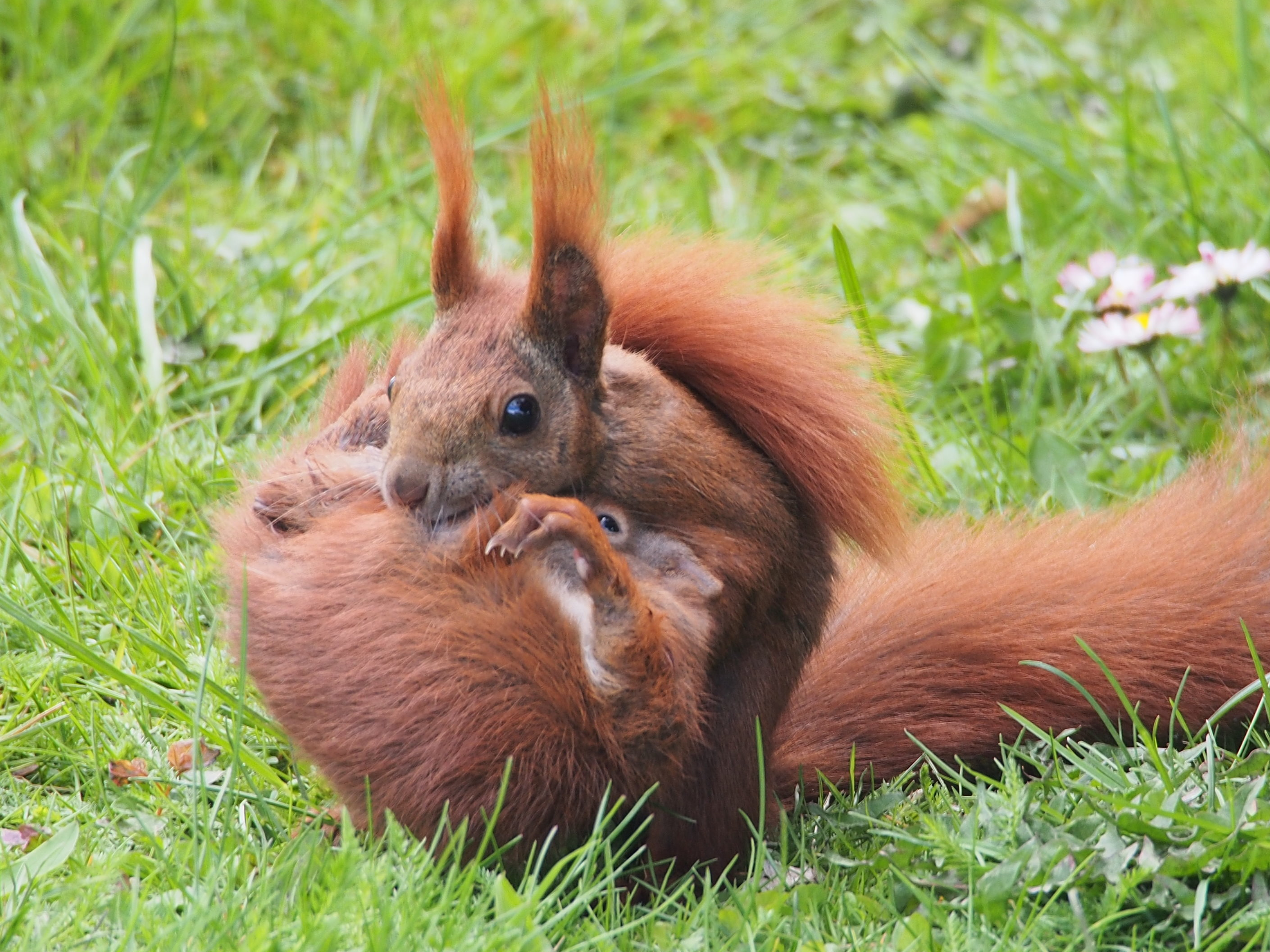
Tragestarre beim Eichhörnchen

Als Tragestarre wird die bewegungslose Körperhaltung eines Jungtieres bezeichnet, das von einem erwachsenen Tier (meist der Mutter) gepackt und an einen anderen Ort gebracht wird. Dieser Reflex bleibt teilweise bis ins Erwachsenenalter des Tieres erhalten, was sich bei Hauskatzen beobachten lässt.
Von Katzenarten heißt es, dass die Tragestarre durch einen zupackenden, aber schmerzlosen Biss in den Nacken des Jungtieres ausgelöst wird. Die Tragestarre ist ein angeborener Reflex, der letztlich den Transport durch Erwachsene erleichtert.
Bei Hausmäusen ist zu beobachten, dass die Tragestarre auch dann eintritt, wenn das Jungtier am Kopf oder am Hinterleib gepackt wird.

## Tragestarre bei erwachsenen Katzen
Da der Tragestarre-Reflex, besonders bei Katzen, oft lebenslang erhalten bleibt, kann er ausgenutzt werden, um an dem Tier notwendige Maßnahmen (Krallenschneiden, Kämmen und Bürsten, Injektionen etc.) vorzunehmen, die sonst nur ungerne oder gar nicht toleriert werden: Ein kräftiger Griff ins Nackenfell (selber oder durch einen Assistenten) löst die Tragestarre aus. Steht kein Assistent zur Verfügung, kann eine Wäscheklammer den Reflex auslösen.